# Ca đoàn
Ca đoàn (hay còn gọi là ban ca vịnh hay hội hát) là nhóm người có tổ chức, bao gồm nam và nữ có nhiệm vụ hát hợp xướng thánh ca trong các nhà thờ Kitô giáo vào ngày Chúa nhật cũng như ngày thường và các ngày lễ cưới, lễ an táng, chầu Thánh Thể... Các thành viên của ca đoàn gọi là "ca viên" và người nhạc trưởng gọi là "ca trưởng". Thông thường, các ca đoàn sinh hoạt trong giáo xứ mà họ được thiết lập, có trường hợp họ được huy động vào ban hợp xướng lớn hơn của giáo phận gọi là "ca đoàn liên xứ".